# 遠野友理
遠野 友理（とおの ゆり、1964年(昭和39年)7月11日 - ）は、京都府京都市出身の女性モデル、華道家。青山学院大学卒業。

## 来歴・人物
2歳の時まで京都で育った後に転居。1982年、青山学院高等部在学中に、東京・銀座でスカウトされる。後に、約300人の候補者の中からユニチカの第4代マスコットガールに選出されデビュー、1984年まで、マスコットガールを務め、うち1982年、1983年はキャンペーンガールも兼務。「あっライムみたいな女の子」のキャッチフレーズで、モデルのほか女優やCMなどでも活躍した。1988年に結婚し、現在は3児の母である。
スキーは1982年当時で10年のキャリアがあり、2級の資格を持っていた。

## 出演

### テレビドラマ
- アイコ16歳（1982年　TBS） - 花岡紅子 役
- 胸さわぐ苺たち（1983年・TBS） - ゆかり役

### CM
- ユニチカ
- エッソ